# Steven Đặng
Steven Đặng Thanh Hoàng (sinh ngày 21 tháng 7 năm 1997) là cầu thủ bóng đá mang hai dòng máu Việt Nam – Hoa Kỳ hiện tại đang thi đấu ở vị trí hậu vệ cho câu lạc bộ SHB Đà Nẵng tại V.League 2.

## Đời tư
Steven Đặng được sinh ra tại Plano, Texas, Hoa Kỳ, nhưng có hộ chiếu quốc tịch Việt Nam thông qua cha mẹ của anh.

## Thống kê sự nghiệp

### Câu lạc bộ
Tính đến 1 tháng 6 năm 2023.
| Câu lạc bộ          | Mùa giải            | Giải đấu                               | Giải đấu | Giải đấu | Cúp quốc gia | Cúp quốc gia | Châu lục | Châu lục | Khác | Khác | Tổng cộng | Tổng cộng |
| Câu lạc bộ          | Mùa giải            | Hạng                                   | Trận     | Bàn      | Trận         | Bàn          | Trận     | Bàn      | Trận | Bàn  | Trận      | Bàn       |
| ------------------- | ------------------- | -------------------------------------- | -------- | -------- | ------------ | ------------ | -------- | -------- | ---- | ---- | --------- | --------- |
| Hoàng Anh Gia Lai   | 2021                | Giải bóng đá Vô địch Quốc gia Việt Nam | 0        | 0        | 0            | 0            | 0        | 0        | 0    | 0    | 0         | 0         |
| Nam Định            | 2022                | Giải bóng đá Vô địch Quốc gia Việt Nam | 0        | 0        | 0            | 0            | 0        | 0        | 0    | 0    | 0         | 0         |
| Becamex Bình Dương  | 2023                | Giải bóng đá Vô địch Quốc gia Việt Nam | 4        | 0        | 0            | 0            | 0        | 0        | 0    | 0    | 4         | 0         |
| SHB Đà Nẵng         | 2023–24             | Giải bóng đá hạng Nhất Quốc gia        | 0        | 0        | 0            | 0            | 0        | 0        | 0    | 0    | 0         | 0         |
| Tổng cộng sự nghiệp | Tổng cộng sự nghiệp | Tổng cộng sự nghiệp                    | 4        | 0        | 0            | 0            | 0        | 0        | 0    | 0    | 4         | 0         |